# 奧爾利夫卡 (薩爾內區)
51°18′51″N 26°33′19″E / 51.31417°N 26.55528°E
奧爾利夫卡（烏克蘭語：Орлівка），是烏克蘭的村落，位於該國西北部羅夫諾州，由薩爾內區負責管轄，始建於1932年，面積0.75平方公里，海拔高度154米，2001年人口526，人口密度每平方公里704.2人。